# 제주농요
제주농요(濟州農謠)는 한국의 제주 지역에서 불리는 대표적인 밭일노래이다. 2002년 5월 8일 제주특별자치도의 무형문화재 제16호로 지정되었다.

## 개요
제주특별자치도 무형문화재 제16호로 지정된 제주농요는 제주 지역에서 불리는 대표적인 밭일노래이다. 제주 지역은 화산회토의 자연 환경이 말해 주듯 밭일과 관련한 민요들이 많이 불렸다. 무형문화재로 지정된 제주농요는「밧 불리는 소리」·「진사대 소리」·「타작질 소리」등 세 수이며, 기능 보유자는 이명숙(여, 74)이다.

## 전승자
| 구분   | 성명 (생년월일)      | 성별 | 기예능 | 주소                 | 인정·해제일자   | 비고 |
| ------ | -------------------- | ---- | ------ | -------------------- | --------------- | ---- |
| 보유자 | 김향옥 (1952. 1.14.) | 여   | 창자   | 제주시 신산로 1길 15 | 2019.11.22 인정 |      |

## 참고 문헌
- 제주농요 - 국가유산청 국가유산포털